# نورمان لاش
نورمان لاش (Norman O. Lash) هو ضابط شرطة بريطاني خدم في الجيش العربي الأردني في الفترة 1938 - 1951.
في 15 أيار (مايو) 1948 تولى نورمان لاش القيادة الميدانية لعمليات الجيش العربي في فلسطين. وهو الذي قام باختيار عبد الله التل لقيادة الهجوم على القدس. كان ضمن الفريق الذي فاوض وقف اطلاق النار وانشاء خط الهدنة الذي عرف فيما بعد باسم الخط الأخضر.
وصل إلى رتبة لواء وتولى قيادة الفرقة الثانية في الجيش العربي حتى الأول من نيسان (أبريل) 1951، حيث احيل على التقاعد في ذلك اليوم. وخلفه في قيادة الفرقة الثانية بعده البريجاديير سام سيدني آرثر كوك.

## حياته العسكرية
خدم نورمان لاش في شرطة الامبراطورية البريطانية في إنجلترا حتى عام 1931 حيث تم نقله إلى فلسطين. وفي عام 1938 تم نقله إلى شرق الأردن حيث تولى قيادة قوات البادية (Desert Patrol) وبقي في منصبه ذلك حتى تولى قيادة عمليات الجيش العربي في فلسطين في 15 أيار (مايو) 1948. ثم تولى قيادة الفرقة الثانية في الجيش العربي حتى الأول من نيسان (أبريل) 1951.
تلقى نورمان لاش انتقادات لاذعة إبان خدمته في الجيش العربي، حيث وصفه ممثل رئيس الوزراء البريطاني عام 1948 بأنه «مرتزق يحمل الجنسية البريطانية». ولسخرية القدر فقد تلقى أيضاً انتقادات من الضباط العرب في الجيش بأن وصفوه بأنه كان سياسياً أكثر من ان يكون عسكرياً. يقول معن أبو نوار في كتابه بأن خليفته سام كوك كان مفضلاً لدى الضباط العرب. توفي في إنجلترا عام 1960.